# Modeste de Vannes
Modeste, est le quatrième évêque du diocèse de Vannes vers 510. En 511, il participe avec 32 évêques du Royaume Franc au premier Concile d'Orléans.

## Sources
- Liste officielle des prélats du diocèse de Vannes de l'Église catholique Diocèse de Vannes Liste chronologique des Évêques de Vannes .
- (la) Jean-Barthélemy Hauréau, Gallia Christiana, vol. XIV Provincia Turonensi, Paris, Firmin-Didot, 1856, p. 916 Ecclesia Venentesis IV S. Modestus.